# El Volcán
El Volcán är en ort i Mexiko.   Den ligger i kommunen El Porvenir och delstaten Chiapas, i den sydöstra delen av landet, 900 km sydost om huvudstaden Mexico City. El Volcán ligger 1 453 meter över havet och antalet invånare är 270.
Terrängen runt El Volcán är bergig norrut, men söderut är den kuperad. Runt El Volcán är det ganska tätbefolkat, med 179 invånare per kvadratkilometer. Närmaste större samhälle är Motozintla de Mendoza, 4,1 km sydväst om El Volcán. I omgivningarna runt El Volcán växer huvudsakligen savannskog.